# یارخووو
یارخووو (به لاتین: Jarychowo) یک روستا در لهستان است که در گمینا دوبیگنگو واقع شده‌است.